# George Dibbs

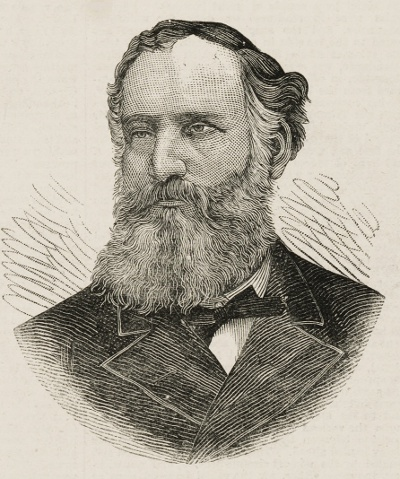
George Richard Dibbs (1884)

Sir George Richard Dibbs, KCMG (* 12. Oktober 1834 in Sydney; † 5. August 1904 in Hunters Hill, New South Wales) war ein australischer Politiker der Protectionist Party, der zwischen 1874 und 1877 und erneut von 1882 bis 1895 Mitglied im Parlament von New South Wales sowie drei Mal Premier von New South Wales (1885, 1889 und 1891 bis 1894) war.

## Leben

### Unternehmer und Mitglied des Parlaments von New South Wales
George Richard Dibbs, Sohn des Schiffskapitäns John Dibbs und dessen Ehefrau Sophia Elizabeth Allwright, besuchte zunächst die von der Church of England betriebene St Philip’s School und danach das vom presbyterianischen Geistlichen Reverend John Dunmore Lang geleitete Australian College. 1848 trat er als Bürogehilfe in den Weinhandel William Brown & Co. ein und danach 1854 in das seinen Brüdern gehörende Kommissionsgeschäft J. C. Dibbs & Company. Nachdem er zwischen 1857 und 1859 mit seinem Schwiegervater verschiedene Unternehmen betrieb, kehrte er zur J. C. Dibbs & Company zurück und war zunächst Manager der Filiale in Newcastle sowie anschließend in Sydney. 1865 ging er nach Valparaíso in Chile, um dort eine Filiale der J. C. Dibbs & Company für Maishandel aufzubauen. Allerdings musste er wegen des Spanisch-Südamerikanischen Krieges und der Schwierigkeiten der Agra Bank 1866 eine Bankrotterklärung abgeben. Daraufhin kehrte er 1867 nach Sydney zurück und begann 1869 mit dem Aufbau eines Import- und Reedereiunternehmens, was ihm bis 1875 eine vollständige Rückzahlung seiner Schulden ermöglichte.
Am 16. Dezember 1874 wurde Dibbs erstmals Mitglied im Parlament von New South Wales und vertrat bis zum 12. Oktober 1877 als Mitglied der Legislativversammlung (New South Wales Legislative Assembly) den Wahlkreis West Sydney. Als Vorsitzender der Australischen Dampfschifffahrtsgesellschaft Australia Steam Navigation Co. übernahm er 1878 beim Streik der Seeleute gegen den Einsatz chinesischer Arbeitskräfte eine führende Rolle. Er gewann öffentliches Ansehen, als er zwischen 1880 und 1881 für ein Jahr inhaftiert wurde, weil er sich grundsätzlich weigerte, 2000 Pfund Schadensersatz wegen Verleumdung zu zahlen. Am 5. Dezember 1882 wurde er erneut Mitglied der Legislativversammlung von New South Wales und vertrat in dieser bis zum 7. Oktober 1885 den Wahlkreis St Leonards sowie anschließend zwischen dem 31. Oktober 1885 und dem 25. Juni 1894 den Wahlkreis Murrumbidgee, ehe er zuletzt vom 17. Juli 1894 bis zum 5. Juli 1895 Vertreter des Wahlkreises Tamworth war.

### Dreimaliger Premier von New South Wales

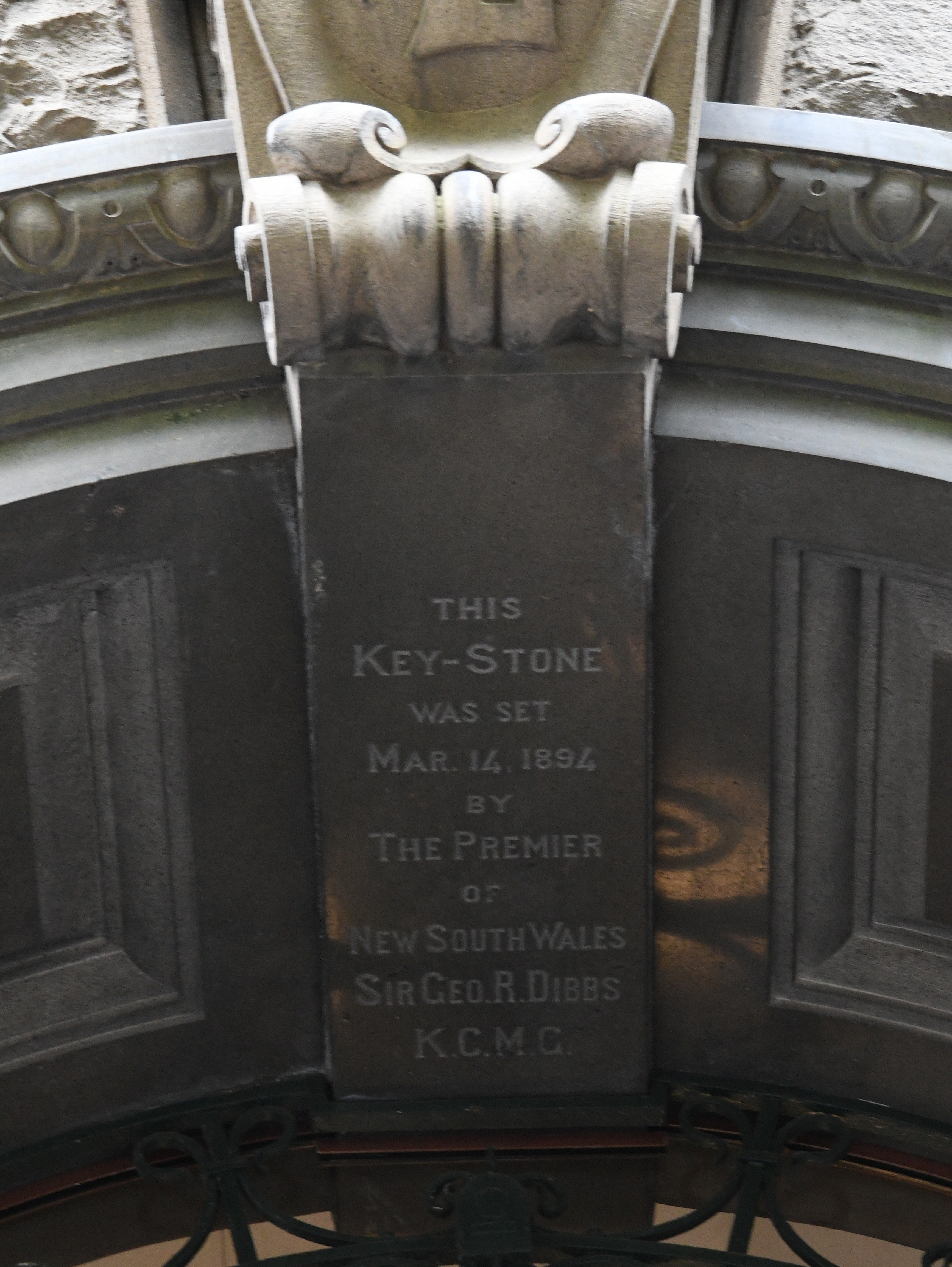
Ein von Premier Dibbs gesetzter Gedenkstein im Colonial Mutual Life Building.

Am 5. Januar 1883 übernahm George Dibbs, der mittlerweile Mitglied der Protectionist Party war, im Kabinett von Premier Alexander Stuart als Kolonialsekretär (Colonial Secretary) erstmals ein Regierungsamt. Er übernahm am 7. Oktober 1885 von Stuart selbst zum ersten Mal das Amt als Premier von New South Wales und hatte dieses bis zum 21. Dezember 1885 inne. In seinem ersten Kabinett bekleidete er zwischen dem 7. Oktober und dem 21. Dezember 1885 auch weiterhin das Amt des Kolonialsekretärs. Das Amt des Kolonialsekretärs hatte er zwischen dem 26. Februar 1886 und dem 19. Januar 1887 auch im Kabinett von Premier Patrick Jennings inne. Er kündigte im Juli 1887 die Umstellung von Freihandel auf Protektionismus an, eine Form der Handelspolitik, mit der ein Staat durch Handelshemmnisse versucht, ausländische Anbieter auf dem Inlandsmarkt zu benachteiligen, um inländische Anbieter vor ausländischer Konkurrenz zu schützen.
Dibbs wurde am 17. Januar 1889 als Nachfolger von Henry Parkes von der Free Trade Party zum zweiten Mal Premier, bekleidete das Amt jedoch nur knapp sieben Wochen bis zum 7. März 1889, woraufhin wiederum Parkes seine Nachfolge antrat. Zugleich fungierte er zwischen dem 17. Januar und dem 7. März 1889 noch einmal als Kolonialsekretär. Wiederum als Nachfolger von Henry Parkes wurde er am 23. Oktober 1891 zum dritten Mal Premier von New South Wales und verblieb in dieser Funktion bis zu seiner Ablösung durch George Reid von der Free Trade Party am 2. August 1894. Er war zudem zwischen dem 23. Oktober 1891 und dem 2. August 1894 noch einmal Kolonialsekretär in seinem Kabinett. Er vertrat New South Wales 1891 auf der Federal Convention, eine Versammlung zur Vorbereitung der Gründung des Australischen Bundes am 1. Januar 1901. 1892 war er zudem Repräsentant von New South Wales, Victoria, South Australia und Neuseeland bei einer Finanzmission im Vereinigten Königreich. Am 22. Juli 1892 wurde er zum Knight Commander des Order of St Michael and St George (KCMG) geschlagen, so dass er fortan den Namenszusatz „Sir“ führte.
Nach seinem Ausscheiden aus Regierung und Parlament war Sir George Dibbs von 1896 bis 1904 Geschäftsführender Trustee der Savings Bank of New South Wales. Am 18. März 1857 heiratete er in Camperdown Anne Maria Robey, deren Vater Ralph Mayer Robey (1809–1864), der zwischen 1858 und seinem Tode 1864 Mitglied des Legislativrates (New South Wales Legislative Council) war. Aus dieser Ehe gingen zwei Söhne und neun Töchter hervor.

## Hintergrundliteratur
- Leslie Finlay Crisp: George Richard Dibbs, 1834-1904, premier of New South Wales, prophet of unification, 1980
- David Clune, Ken Turner (Hrsg.): The Premiers of New South Wales. Volume 1: 1856–1901, The Federation Press, Sydney 2006